# アンゲルニー
アンゲルニー（仏: Anguerny）は、フランスのバス＝ノルマンディー地域圏、カルヴァドス県に属する旧コミューン。住民はアジェルナノワ（Agernynois）と呼ばれる。2016年1月1日、コロンビー＝シュル＝タオンと合併しコロンビー＝アンゲルニーとなった。
紋章には赤色のシェヴロン（軍隊で用いられる山形の袖章）に青色の剣が添えられている。

## 地理
県都カーンから北に10kmいった平野部に位置する。海岸から市街までは4kmほど離れている。新興住宅地があり、田園地帯の只中に整然と家々が立ち並ぶ。市街は東西に長い。西でドゥヴル＝ラ＝ディヴランドと、北東でプリュムトと、南東でマチューと、南でアニジーと、西でコロンビー＝シュル＝タオンと、北西でバスリーとそれぞれ接する。このうちコロンビー＝シュル＝タオンとはきわめて近い。

## 歴史
以前はAguerny、さらに古くにはAguerneと呼ばれた。クルリー領主が小教区を置いた。

## 行政
- 首長 - アラン・ヤワンック（Alain Yaouanc、無所属、2001年3月から） 団体幹部
- 前首長 - ポール・リヴォアレン（Paul Rivoalen、1989年から2001年3月まで）

## 人口の推移[2]
| 1962年 | 1968年 | 1975年 | 1982年 | 1990年 | 1999年 | 2005年 | 2007年 |
| ------ | ------ | ------ | ------ | ------ | ------ | ------ | ------ |
| 260    | 269    | 306    | 380    | 390    | 724    | 791    | 812    |

2005年は年次調査、あとは国勢調査。

## 観光スポット
- 11世紀に建てられた聖マルタン教会。歴史的建造物に指定されている
- タイスバーン（納屋）群
- 村民会館2館

## 姉妹都市
- イースト・ウッドヘイ（イギリス、1997年から）

## イベント
「アンゲルニーのロマンス」という催しが2年に一度、春に行われる。